# 布拉尼斯勞·塔拉什克維奇
布拉尼斯勞·阿達馬維奇·塔拉什克維奇（羅馬化：Branislaw Adamavich Tarashkyevich；1892年1月20日—1938年11月29日），或布羅尼斯拉夫·塔拉什克維奇（羅馬化：Bronislav Adamovich Tarashkevich），白俄罗斯公众人物、政治人物及语言学家。
他在20世紀初標準化了現代白俄羅斯語。該標準後來被蘇聯政府俄羅斯化。然而，該標準的俄羅斯化前（古典）版本過去和現在仍然被知識分子和當時逃離蘇聯的白羅斯僑民積極使用，稱為白俄羅斯語傳統正寫法，中文圈外稱為“Taraškievica”，就是以塔拉什克維奇命名。他在1938年大清洗时于莫斯科郊外的科穆纳尔卡射击场被枪决。